# 扎古爾希納
扎古爾希納（烏克蘭語：Загурщина），是烏克蘭西部的村莊，隸屬利維夫州的斯特雷區。該村面積0.31平方公里，海拔高度249米，2001年人口97，人口密度每平方公里313.92人。